# Jeroen Dubbeldam
Jeroen Dubbeldam (Zwolle, 15 april 1973) is een Nederlands springruiter. Hij nam tweemaal deel aan de Olympische Spelen en won in 2000 een gouden medaille.

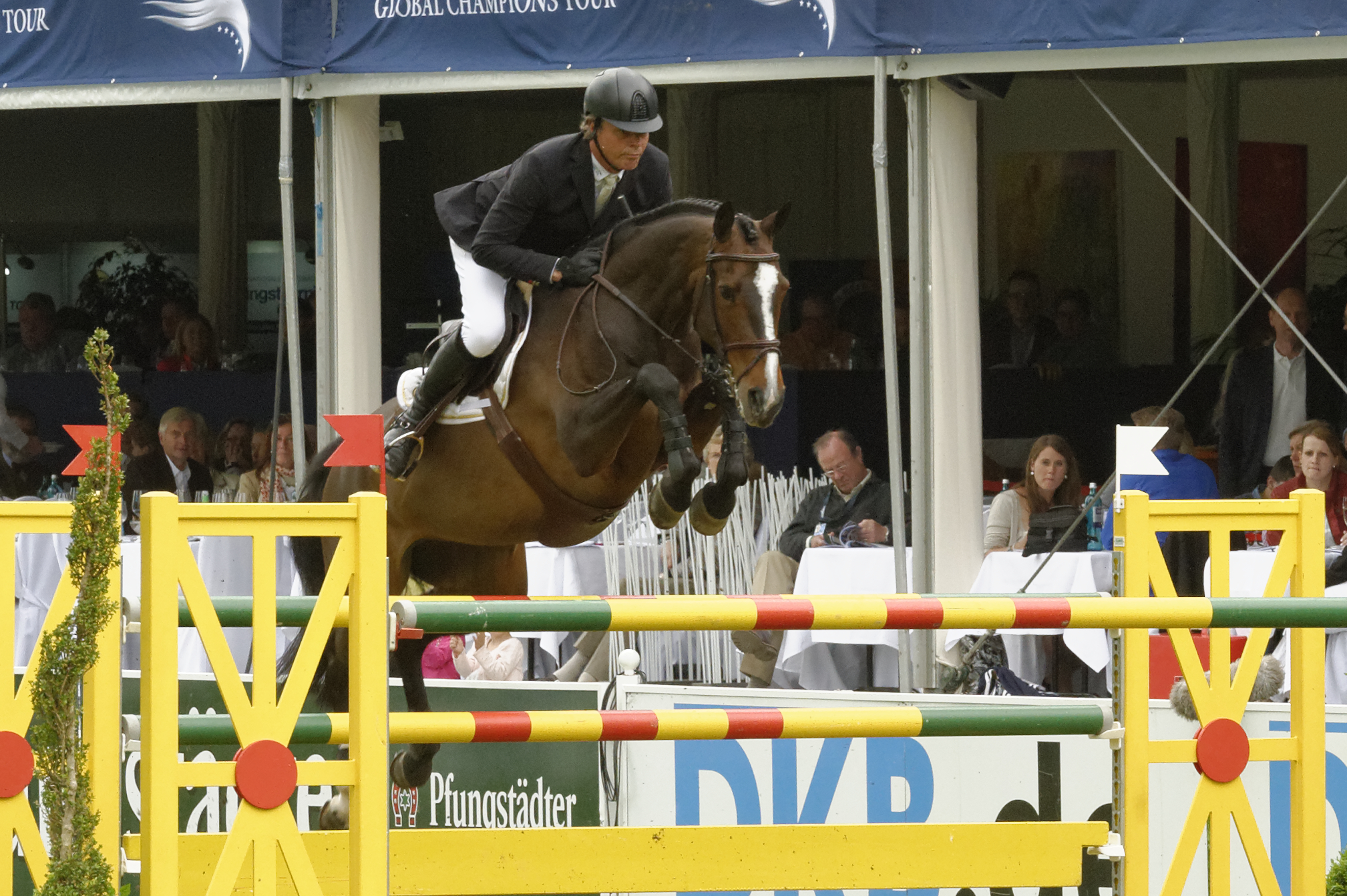
Jeroen Dubbeldam op Utasha in Wiesbaden, 2013

## Sportloopbaan
Dubbeldam won zijn eerste prijs in 1994, toen hij met het paard Killarney Europees kampioen werd bij de "young riders". Zijn eerste grote successen haalde hij met De Sjiem. In 2000 won hij de gouden medaille bij de Olympische Spelen in Sydney. In de barrage was hij langzamer dan landgenoot Albert Voorn en Saoedi-Arabiër Khaled Al Eid , maar hij was als enige foutloos. Daarmee werd hij de eerste Nederlandse winnaar van olympisch goud in het individuele springconcours. Een jaar later won hij de prestigieuze Grote Prijs van Aken. In 2010 won hij de Grote Prijs van Calgary op Spruce Meadows.
In augustus van 2006 werd Dubbeldam op Up and Down  wereldkampioen met het nationale team, bij de vijfde Wereldruiterspelen te Aken, samen met Albert Zoer, Gerco Schröder en Piet Raijmakers. Acht jaar later haalde hij, op de Wereldruiterspelen 2014, een nog groter succes. Samen met Gerco Schröder, Jur Vrieling en Maikel van der Vleuten won hij eerst goud in de landenwedstrijd. En daarna won hij, als eerste Nederlandse springruiter in de geschiedenis, de individuele wereldtitel. In de finale reed hij vier foutloze parcoursen tijdens de paardenwissel. Op 23 augustus 2015 won hij tijdens het EK in Aken met zijn paard Zenith zijn eerste individuele Europese titel.
Bij de Olympische Zomerspelen 2016 in Rio de Janeiro werd hij door chef de mission Maurits Hendriks aangewezen als vlaggendrager van de Nederlandse delegatie bij de openingsceremonie op 5 augustus. Met de landenploeg haalde Dubbeldam in Rio de 7e plaats. In het individuele springconcours miste hij op 0,02 seconde de barrage om de medailles.

## Persoonlijk
Dubbeldam heeft drie kinderen en woont in Weerselo, waar hij een wedstrijdstal heeft, vernoemd naar De Sjiem.

## Film
In de zomer van 2022 maakte Dubbeldam zijn acteerdebuut in de bioscoopfilm Silverstar.
1900: Aimé Haegeman ·
1912: Jean Cariou ·
1920: Tommaso Lequio di Assaba ·
1924: Alphonse Gemuseus ·
1928: František Ventura ·
1932: Takeichi Nishi ·
1936: Kurt Hasse ·
1948: Humberto Mariles ·
1952: Pierre Jonquères d'Oriola ·
1956: Hans Günter Winkler ·
1960: Raimondo D'Inzeo ·
1964: Pierre Jonquères d'Oriola ·
1968: William Steinkraus ·
1972: Graziano Mancinelli ·
1976: Alwin Schockemöhle ·
1980: Jan Kowalczyk ·
1984: Joe Fargis ·
1988: Pierre Durand ·
1992: Ludger Beerbaum ·
1996: Ulrich Kirchhoff ·
2000: Jeroen Dubbeldam ·
2004: Rodrigo Pessoa ·
2008: Eric Lamaze ·
2012: Steve Guerdat ·
2016: Nick Skelton ·
2020: Ben Maher ·
2024: Christian Kukuk